# Johannes Frey (Weihbischof)
Johannes Frey OFM († 19. August 1474) war ein deutscher Geistlicher und Franziskaner.
Am 19. August 1457 wurde er von Papst Calixt III. zum Weihbischof in Freising und Titularbischof von Saldae ernannt. Bei den Weihen von Jodok Seitz und Wilhelm von Reichenau 1464 war er Mitkonsekrator.